# Натко Нодило
Натко Нодило (Сплит, 31. август 1834 — Загреб, 21. мај 1912) био је српски политичар, историчар и публициста.
Власта Швогер у књизи „Идеали, страсти и политика, Живот и дјело Андрије Торквата Брлића", Хрватски институт за повијест, Загреб 2012, на 37. страни пише: „Брлић је каткад и властити национални идентитет називао српским... прихватили национално језичку класификацију Вука Стефановића Караџића, који је све штокавце, без обзира на вјеру сматрао Србима. Тој скупини су припадали Имбро Игњатијевић Ткалац, Матија Бан, Миховил Павлиновић, Лука Ботић и Натко Нодило.
Нодило има највише заслуга за буђење народне свести у Приморју. Тешку и неравноправну борбу против аустријског државног система и италијанске културе, током шездесетих и седамдесетих година 19. века он је водио "смишљено, предано, истрајно". Уз идеале о културној и политичкој слободи и напретку он је веома обузет и идеалом о јединству српског и хрватског народа. Када је 1931. године обележана стогодишњица његовог рођења, истицано је да је он "први идеолог југословенске мисли у Далмацији".

## Биографија
Родио се 1831. године у Сплиту. Основну школу и гимназију је завршио у Сплиту, на италијанском језику. Студирао је од 1853. године богословију у Задру, али свештенички позив није био за њега јер је његов дух био сувише слободоуман и критичан. Након три године скида црну мантију и враћа се у родни град. Године 1857. одлази да студира филозофију, и то историју и географију у Бечу. Када је 1861. године положио професорски испит постављен је за суплента у сплитској гимназији; у којој се и сам школовао. Каријеру је почео за редакцијским столом једног провинцијског листа ("Национал" у Задру) а завршио је као професор универзитета. Радио је као гимназијски професор у Сплиту и Задру, а затим као универзитетски професор у Загребу. Прославио се једнако и као историчар и као публициста. Умро је и сахрањен 1912. године у Загребу. Како је његова родна кућа у Сплиту већ била срушена, захвални Сплићани су поставили 1931. године спомен-плочу посвећену том знаменитом грађанину, на згради гимназије, у којој се формирао и радио. Та гимназија је од јула 1939. године носила име "Државна класична гимнатија Натка Нодила".

## Каријера и друштвени ангажман
Исте године када је запослен 1861, био је и отпуштен из службе због политичког деловања у "народном духу". Јер било је то време када се организовала опозициона Народна странка, као браник однарођавању, насупрот аутономашкој, италијанској. Већ 1861. године српко-хрватска Народна странка је покренула своје гласило, али на италијанском језику који је био доминантан тада. Професор Нодило и његов ученик Задранин Сава Бјелановић постали су ускоро главни новинари па уредници тог листа, названог Il Nazionale. У јавности је надалеко одјекнула јавна полемика, између старог конзервативног Николе Томазеа (присталице власти) и младог народњака професора Нодила. Том неустрашивом а културном борбом за народне интересе Натко је постао познат, омиљен и уважен. Из те медијске победе проистекло је отварање народних читаоница, јер су аутономаши одбијали да узимају народњачке новине, у своја окупљалишта - "касине". Прва "Славјанска читаоница" је основана у Сплиту 30. септембра 1861. године. У Задру је децембра исте године основана "Народна читаоница", а затим и многе друге по градовима и већим приморским местима. Натко Нодило је током пет година добро уређивао "Национал", и то је политичку борбу која се распламсала, поставило на праве темеље. Он је као уредник новина тежио да искључи из утицаја католичке и православне свештенике, као догматичаре, јер је мислио да ће својим упливом покварити народну слогу и једнодушност. Али десило се супротно, Нодило иако заслужан, способан и цењен морао је да се повуче. Његов одлазак је условио дон Миховил Павлиновић, један од страначких првака. Тада, 1868. године Натко напушта уредништво листа и преузима професорско место у задарској гимназији. На изборима 1869. године биран је за посланика Далматинског сабора у Корчуланском срезу, и то ће бити до 1874. године. Још док је био уредник страначког листа у Задру написао је чланак са претенциозним насловом: Срби јесу што и Хрвати а Хрвати што и Срби. Одржавао је контакте са новосадским Србима, пре свега са Светозаром Милетићем, са којим је размењивао гледишта. Он је сматран за великог идеолога југословенства, који се формирао током заједничке народњачке борбе, сложних Срба и Хрвата. На њега је скретао пажњу и показивао велики респект српски историчар Иларион Руварац (1888). Када је 1897. године хрватска и српска уједињена омладина покренула свој лист "Мисао", он је био задовољан, мислећи да је неповратно минуло време свађа и подела између два народа.
Године 1874. отворен је загребачки Универзитет "као највећа тековина илирског покрета". Гимназијски професор у Задру постао је на пречац "свеучилишни" професор у Загребу. Додељена му је катедра "Опште повести" (историје), а тому је најбоље и одговарало. Бавио се краће вријеме античком историјом, да би се потом концентрисао на средњовјековну историју Срба и Хрвата и на историју религије. Већ први значајан историографски рад био је о постанку папине световне власти 1878. године. Постао је 1890. године ректор универзитета у Загребу, а тај догађај се памти по његовом говору. Као научни радник сарађивао је стручним листовима као што су два дубровачка анала и "Рад" Југословенске академије у Загребу, чији је био редован члан. По властитој жељи је пензионисан 1901. године али је наставио делује за опште добро. Изабран је 1907. године за председника Друштва хрватских књижевника у Загребу и преузео уредништво часописа "Савременика". У позним годинама живота стизао је да напише и више есеја у том угледном гласилу.

## Јужнословенски историчар
Писао је професор Нодило током каријере на универзитету о историји папства, раној дубровачкој историографији као и предхришћанској религији Срба и Хрвата. Најзначајнији радови су му:  По Станоју Станојевићу српском историчару, Нодило је био и "научник првог реда". Његове три велике књиге у којима је приказана пропаст старога, грчко-римскога света и улазак у историју нових народа уврстила га је међу највеће (дотадашње) историчаре међу Јужним Словенима.
У Дубровнику, ако не од првога почетка, а то од памтивијека, говорило се српски, говорило како од пучана, тако од властеле, како код куће, тако и у јавноме животу... Него у опћини, од Млетака опроштеној, српски је расправни језик. Већ видисмо, да баш ово канцелару Ивану равенском даваше највећу главобољу, па знамо и то, да се нарочитим законом забрани, у год. 1472, члановима великога вијећа пораба српскога језика, а наложи свакоме властелину говорнику, да говори талијански... Из живога спора двају језика, и двојакога мишљења, љетописи му испадоше права наказа језична, књижевно недоношће.— Натко Нодило, „Први љетописци и давна хисториографија дубровачка“, ЈАЗУ, Загреб, 1883, свеска 65, стр. 92-128.
Хрватски националисти желе да оспоре исправност ове његове тврдње чињеницом да он није био лингвиста, али их побија угледна савремена хрватска лингвисткиња Сњежана Кордић, у књизи „Језик и национализам“, тврдњама да се наша штокавштина никада није називала хрватским језиком, а је српским, илирским, словинским, нашким... На 273. страни поменуте књиге она каже: „За штокавски се користио и назив српски, нпр. у другој четвртини 19. ст. је назив илирски као и српски био уобичајена ознака за штокавски језик. И то не само у 19. стољећу, него и у ранијим стољећима. Не смије се прешутјети, а то се чини у овој монографији, да су у безбројним дубровачким документима с краја 15. ст. па до краја 18. ст. Дубровчани користили израз "linga seruiana" као ознаку за свој властити језик."
У истом дјелу Нодило још пише: "... српски идиотизми нису ријетки у талијанскоме језику свију љетописаца дубровачких... Све ово наговјешћује особу изразиту, једину, која мисли своје склада сасвим хрватски илити српски, а талијански пише за невољу. Томе првом љетописцу кано је српштина више прирођена, него љетописцима што иза њега поникоше."
Дакле, Нодилу је један језик хрватски или српски (од када су Хрвати прихватили српски језик за свој књижевни), ипак кад год поближе описује језик Дубровчана, говори искључиво о српском језику, пошто назив језика именује по поријеклу и чињеницама, старим записима. Овај српско-далматински историчар у истом дјелу о краљу Твртку каже: "... По ископу правих Немањића, Твртко њихов потомак по танкој крви, казивао им се баштиником, и тежио са њиховом моћи, те узео себии српски доходак од 2000 перпера из Дубровника... Ваљда нема српскога владара, који би, у повељама и у писмима, поузданије и усрдније од Твртка говорио о Дубровчанима."
Српска Краљевска академија у Београду је 3. фебруара 1910. године примила за дописног члана, Натка Нодила "професора свеучилишта у Загребу". За свој научни рад: "Натко Нодило", др Виктор Новак професор универзитета је 1936. године добио награду СКА у Београду, из задужбине архимандрита Никифора Дучића.

## Важнији радови
Нодило је радове потписивао као Натко или Надко, а у латинизираном облику као Speratus.
- Nodilo, Speratus, ур. (1883). Annales Ragusini anonymi item Nicolai de Ragnina. Monumenta spectantia historiam Slavorum meridionalium. 14. Zagrabia: Academia scientiarum et artium Slavorum meridionalium.
- Nodilo, Nadko (1883). „Prvi ljetopisci i davna historiografija dubrovačka”. Rad JAZU. 65: 92—128.
- Nodilo, Nadko (1885). „Religija Srba i Hrvata, na glavnoj osnovi pjesama, priča i govora narodnog”. Rad JAZU. 77: 43—126.
- Nodilo, Nadko (1886). „Religija Srba i Hrvata, na glavnoj osnovi pjesama, priča i govora narodnog”. Rad JAZU. 79: 185—246.
- Nodilo, Nadko (1886). „Religija Srba i Hrvata, na glavnoj osnovi pjesama, priča i govora narodnog”. Rad JAZU. 81: 147—217.
- Nodilo, Nadko (1887). „Religija Srba i Hrvata, na glavnoj osnovi pjesama, priča i govora narodnog”. Rad JAZU. 84: 100—179.
- Nodilo, Speratus, ур. (1893). Chronica Ragusina Junii Restii (ab origine urbis usque ad annum 1451) item Joannis Gundulae (1451-1484). Monumenta spectantia historiam Slavorum meridionalium. 25. Zagrabia: Academia scientiarum et artium Slavorum meridionalium.
- Nodilo, Natko (1981). Stara vjera Srba i Hrvata. Split: Logos.
- Nodilo, Natko (2003). Stara vjera Srba i Hrvata. Beograd: MVTC.